# Chế Tạo
Chế Tạo là một xã thuộc huyện Mù Cang Chải, tỉnh Yên Bái, Việt Nam.

## Địa lý
Xã Chế Tạo nằm ở phía tây nam huyện Mù Cang Chải, có vị trí địa lý:
- Phía đông giáp xã Nậm Khắt và xã Púng Luông;
- Phía tây giáp xã Khoen On, huyện Than Uyên, tỉnh Lai Châu;
- Phía nam giáp xã Hua Trai, huyện Mường La, tỉnh Sơn La;
- Phía bắc giáp xã Dế Xu Phình và xã Lao Chải.

Xã Chế Tạo có diện tích 235,38 km², dân số năm 2023 là 2.590 người với 490 hộ dân, mật độ dân số đạt 10 người/km².
Xã Chế Tạo có 06 bản, được chia làm hai khu: Khu 1 gồm các bản Chế Tạo, Tà Dông, Nả Háng; khu 2 gồm các bản Pú Vá, Kể Cả, Háng Tày.
Xã Chế Tạo nằm trọn trong Khu bảo tồn Loài và Sinh cảnh Mù Cang Chải.
Bản Nả Háng và các bản khu 2 hiện chưa có điện lưới quốc gia; khu 2 cũng chưa có sóng điện thoại. Các bản cách xa nhau, chỉ có đường mòn và thường xuyên bị hư hỏng.

## Lịch sử
Ngày 12 tháng 1 năm 1959, Ủy ban hành chính khu tự trị Thái - Mèo ban hành quyết định số 11/QĐTC về việc đổi tên xã Hiếu Trai thành xã Chế Tạo.